# First Investment Bank
Die First Investment Bank, kurz auch Fibank (bulgarisch: Първа инвестиционна банка, Parva investitsionna banka), ist eine  bulgarische Universalbank. Gemessen am Gesamtvermögen ist sie das drittgrößte Kreditinstitut des Landes (Stand 2013). Sie wurde am 8. Oktober 1993 gegründet und hat ihren Sitz in der Hauptstadt Sofia. Ihre Aktie ist an der Bulgarischen Wertpapierbörse notiert und im Index SOFIX gelistet.
Die Fibank ist die Muttergesellschaft einer Finanzgruppe. Diese ist in Bulgarien mit 21 Töchtern und 68 Zweigstellen landesweit auf dem Markt. Die Bilanzsumme der Fibank lag 2015 bei rund 4,5 Mrd. Euro, die Einlagen bei 4,0 Mrd. Euro (Platz 3), die ausgereichten Kredite bei 2,6 Mrd. Euro (Platz 6). Insgesamt hat die Fibank 380.000 Einzelkunden und 21.000 Geschäftskunden. 
Mit Tochtergesellschaften ist die Fibank auch in anderen Balkanstaaten vertreten.
- Albanien: Die First Investment Bank Albania gehört zu den größten Unternehmen in Albanien. Sie ist seit 1999 im Land präsent, seit 2007 mit Vollzulassung, und verfügt derzeit über zehn Geschäftsstellen, der Hauptsitz befindet sich in Tirana. Im Wesentlichen ist sie eine Geschäftsbank für auf dem albanischen Markt tätige bulgarische Unternehmen.
- Zypern
- Nordmazedonien (dort als UNIbanka)

Das Kreditkartenunternehmen CaSys International mit Sitz in Skopje, Republik Mazedonien, wird ebenfalls von der Fibank kontrolliert. Es ist mit mehr als 1 Mio. ausgegebenen Karten im Geschäftsgebiet Marktführer.
Ende Juni 2014 kam es aufgrund von Gerüchten zu einem Bank Run, bei dem die Kunden innerhalb weniger Stunden rund 800 Millionen Lewa (mehr als 400 Millionen Euro) von ihren Konten bei der Fibank abgezogen haben sollen. Ähnliches geschah zuvor auch bei anderen bulgarischen Banken, sodass die Zentralbank des Landes von gesteuerten Destabilisierungsversuchen im Vorfeld der vorgezogenen Parlamentswahlen im Oktober 2014 ausging.